# U-19-Fußball-Europameisterschaft der Frauen 2023
Die U-19-Fußball-Europameisterschaft der Frauen 2023 (offiziell 2023 UEFA Women's Under-19 Championship) war die 24. Ausspielung dieses Wettbewerbs für Fußballspielerinnen unter 19 Jahren (Stichtag: 1. Januar 2004) und fand vom 18. bis 30. Juli 2023 in Belgien statt. Das Turnier diente auch als Qualifikation für die U-20-Fußball-Weltmeisterschaft der Frauen 2024 in Kolumbien, für die sich die vier Halbfinalisten qualifizierten.
Das Turnier wurde am 19. April 2021 an Belgien vergeben. Es war das erste Mal, dass Belgien eine Endrunde eines UEFA-Frauenfußball-Turniers ausrichtete. Zuvor fand dort nur die U-17-Europameisterschaft der Männer 2007 statt.
Die Endrunde fand zum 20. Mal in Folge mit acht Mannschaften statt, die zunächst in zwei Gruppen zu je vier Mannschaften und danach im K.-o.-System gegeneinander antraten. Titelverteidiger war Spanien, das drei der vergangenen vier Turniere (2017, 2018 und 2022) gewinnen konnte. Den spanischen Juniorinnen gelang die Titelverteidigung durch einen 3:2-Erfolg im Elfmeterschießen nach 120 torlosen Minuten gegen ihre deutschen Altersgenossinnen.

## Qualifikation
52 der 55 Mitgliedsländer der UEFA meldeten für die Qualifikation, die zum zweiten Mal im neuen Liga-Format ausgetragen wurde. Die 52 Mannschaften wurden basierend auf den Abschlusstabellen der zweiten Qualifikationsrunde 2022 auf zwei Ligen A und B aufgeteilt, wobei Mannschaften, die nicht an der EM-Qualifikation 2022 teilgenommen hatten, automatisch dem letzten Platz der B-Liga zugewiesen wurden. In jeder Liga spielten vier Mannschaften jeweils ein Miniturnier aus. Die letztplatzierten Mannschaften der Liga A stiegen ab und spielten in der 2. Runde in Liga B, die Sieger der Gruppe B stiegen auf und spielten in der 2. Runde in Liga A. Die sieben Gruppensieger der A-Liga qualifizierten sich für die Endrunde in Belgien.

### Erste Qualifikationsrunde
In der ersten Qualifikationsrunde wurden die 52 teilnehmenden Mannschaften auf insgesamt sieben Gruppen zu je vier Mannschaften in Liga A (Gruppen A1 bis A7) und sieben Gruppen zu dreimal vier und viermal drei Mannschaften in Liga B (B1 bis B7) aufgeteilt, basierend auf den Abschlusstabellen aus dem Vorjahr. Belgien war als Gastgeber zwar automatisch für die Endrunde qualifiziert, nahm aber dennoch am Qualifikationsturnier teil. Die Auslosung der Gruppen fand am 31. Mai 2022 im schweizerischen Nyon statt. Die Miniturniere wurden jeweils im Land eines der vier Gruppenteilnehmer zwischen dem 30. August und 15. November 2022 ausgetragen.
Die Auslosung ergab folgende Gruppen:

#### Liga A
| Pos. | Gruppe A1    | Gruppe A2      | Gruppe A3 | Gruppe A4  | Gruppe A5  | Gruppe A6   | Gruppe A7  |
| ---- | ------------ | -------------- | --------- | ---------- | ---------- | ----------- | ---------- |
| 1.   | Spanien      | Niederlande    | Serbien   | Dänemark   | Frankreich | Österreich  | Norwegen   |
| 2.   | Finnland     | Schweden       | Italien   | England    | Polen G    | Deutschland | Portugal G |
| 3.   | Schweiz      | Griechenland G | Ungarn G  | Slowenien  | Irland     | Ukraine     | Belgien    |
| 4.   | Schottland G | Türkei         | Wales     | Slowakei G | Nordirland | Israel G    | Malta      |

#### Liga B
| Pos. | Gruppe B1     | Gruppe B2  | Gruppe B3     | Gruppe B4                 | Gruppe B5 | Gruppe B6      | Gruppe B7    |
| ---- | ------------- | ---------- | ------------- | ------------------------- | --------- | -------------- | ------------ |
| 1.   | Kroatien G    | Rumänien   | Island        | Bosnien und Herzegowina G | Bulgarien | Belarus        | Tschechien   |
| 2.   | Montenegro    | Albanien G | Färöer        | Moldau                    | Kosovo G  | Nordmazedonien | Kasachstan G |
| 3.   | Zypern        | Lettland   | Litauen G     | Estland                   | Gibraltar | Georgien G     | Andorra      |
| 4.   | Aserbaidschan | Armenien   | Liechtenstein |                           |           |                |              |

### Zweite Qualifikationsrunde
In der zweiten Qualifikationsrunde wurden die 52 teilnehmenden Mannschaften auf die gleichen Gruppen in den Ligen A und B aufgeteilt, diesmal jedoch basierend auf den Abschlusstabellen der ersten Qualifikationsrunde. Die drei erstplatzierten Mannschaften aus den A-Ligen verblieben in Liga A, die letztplatzierten Mannschaften stiegen in Liga B ab. Die bestplatzierten Mannschaften aus Liga B stiegen in Liga A auf. Die sieben Gruppensieger der A-Liga qualifizierten sich für die Endrunde in Belgien.
Die Auslosung der Gruppen fand am 7. Dezember 2022 im schweizerischen Nyon statt. Die Miniturniere wurden jeweils im Land eines der vier Gruppenteilnehmer zwischen dem 1. und 11. April 2023 ausgetragen.
Die Auslosung ergab folgende Gruppen:

#### Liga A
| Pos. | Gruppe A1   | Gruppe A2  | Gruppe A3  | Gruppe A4   | Gruppe A5  | Gruppe A6               | Gruppe A7     |
| ---- | ----------- | ---------- | ---------- | ----------- | ---------- | ----------------------- | ------------- |
| 1.   | Deutschland | Tschechien | Frankreich | Spanien G 1 | Island     | Österreich              | Niederlande G |
| 2.   | Irland      | Serbien    | Portugal G | England     | Dänemark G | Italien G               | Finnland      |
| 3.   | Norwegen G  | Polen G    | Ungarn     | Belarus     | Schweden   | Griechenland            | Belgien       |
| 4.   | Kroatien    | Schweiz    | Rumänien   | Slowenien   | Ukraine    | Bosnien und Herzegowina | Bulgarien     |

#### Liga B
| Pos. | Gruppe B1        | Gruppe B2 | Gruppe B3    | Gruppe B4  | Gruppe B5     | Gruppe B6  | Gruppe B7     |
| ---- | ---------------- | --------- | ------------ | ---------- | ------------- | ---------- | ------------- |
| 1.   | Israel           | Türkei    | Nordirland G | Färöer     | Montenegro    | Wales G    | Schottland    |
| 2.   | Nordmazedonien G | Litauen G | Kosovo       | Malta      | Slowakei G    | Estland    | Albanien G    |
| 3.   | Georgien         | Moldau    | Lettland     | Armenien G | Aserbaidschan | Kasachstan | Liechtenstein |
| 4.   | Gibraltar        | Andorra   | Zypern       |            |               |            |               |

## Endrunde

### Spielorte
Das Turnier fand an den drei Spielorten Tubize, Löwen und La Louvière statt.
| Tubize |

| Löwen |

| La Louvière |

| Tubize |

| Löwen |

| La Louvière |

### Auslosung
Die Auslosung fand am 26. April 2023 im belgischen Tubize statt. Die acht teilnehmenden Mannschaften wurden auf zwei Gruppen mit je vier Mannschaften aufgeteilt, wobei Gastgeber Belgien als Kopf der Gruppe A gesetzt war.

### Vorrunde

#### Modus
Jede Mannschaft spielt gegen jede andere Mannschaft ihrer Gruppe einmal. Ein Sieg ergibt drei Punkte, ein Unentschieden einen Punkt und eine Niederlage null Punkte.
Wenn zwei oder mehr Mannschaften derselben Gruppe nach Abschluss der Gruppenspiele die gleiche Anzahl Punkte aufweisen, wird die Platzierung nach folgenden Kriterien in dieser Reihenfolge ermittelt:
a. höhere Punktzahl aus den Direktbegegnungen der betreffenden Mannschaften;
b. bessere Tordifferenz aus den Direktbegegnungen der betreffenden Mannschaften;
c. größere Anzahl erzielter Tore aus den Direktbegegnungen der betreffenden Mannschaften;
d. wenn nach der Anwendung der Kriterien a) bis c) immer noch mehrere Mannschaften denselben Platz belegen, werden die Kriterien a) bis c) erneut angewendet, jedoch ausschließlich auf die Direktbegegnungen der betreffenden Mannschaften, um deren endgültige Platzierung zu bestimmen. Führt dieses Vorgehen keine Entscheidung herbei, werden die Kriterien e) bis h) in dieser Reihenfolge auf die zwei oder mehr Mannschaften angewendet, die immer noch punktgleich sind;
e. bessere Tordifferenz aus allen Gruppenspielen;
f. größere Anzahl erzielter Tore aus allen Gruppenspielen;
g. geringere Gesamtzahl an Strafpunkten auf der Grundlage der in allen Gruppenspielen von Spielerinnen und Mannschaftsoffiziellen erhaltenen gelben und roten Karten (rote Karte = 3 Punkte, gelbe Karte = 1 Punkt, Platzverweis nach zwei gelben Karten in einem Spiel = 3 Punkte);
h. bessere Platzierung in der jeweiligen Ligatabelle nach Abschluss der zweiten Runde.
Treffen zwei Mannschaften im letzten Gruppenspiel aufeinander, die dieselbe Anzahl Punkte sowie die gleiche Tordifferenz und gleiche Anzahl erzielter und erhaltener Tore aufweisen, und endet das betreffende Spiel unentschieden, wird die endgültige Platzierung der beiden Mannschaften durch Elfmeterschießen ermittelt, vorausgesetzt, dass keine andere Mannschaft derselben Gruppe nach Abschluss aller Gruppenspiele dieselbe Anzahl Punkte aufweist. Haben mehr als zwei Mannschaften dieselbe Anzahl Punkte, finden die oben genannten Kriterien Anwendung.

#### Gruppe A
| Pl. | Land        | Sp. | S | U | N | Tore    | Diff. | Punkte |
| --- | ----------- | --- | - | - | - | ------- | ----- | ------ |
| 1.  | Niederlande | 3   | 2 | 0 | 1 | 006:200 | +4    | 06     |
| 2.  | Deutschland | 3   | 2 | 0 | 1 | 009:300 | +6    | 06     |
| 3.  | Österreich  | 3   | 1 | 1 | 1 | 004:900 | −5    | 04     |
| 4.  | Belgien     | 3   | 0 | 1 | 2 | 003:800 | −5    | 01     |

|                                                                |   |             |           |
| Dienstag, 18. Juli 2023 um 17:30 Uhr in Tubize (RBFA Akademie) |   |             |           |
| Deutschland                                                    | – | Österreich  | 6:0 (4:0) |
| Dienstag, 18. Juli 2023 um 20:30 Uhr in Löwen                  |   |             |           |
| Belgien                                                        | – | Niederlande | 0:3 (0:1) |
| Freitag, 21. Juli 2023 um 17:30 Uhr in Tubize (Leburton)       |   |             |           |
| Belgien                                                        | – | Deutschland | 0:2 (0:1) |
| Freitag, 21. Juli 2023 um 20:30 Uhr in Tubize (RBFA Akademie)  |   |             |           |
| Österreich                                                     | – | Niederlande | 1:0 (0:0) |
| Montag, 24. Juli 2023 um 17:30 Uhr in La Louvière              |   |             |           |
| Österreich                                                     | – | Belgien     | 3:3 (1:0) |
| Montag, 24. Juli 2023 um 17:30 Uhr in Tubize (Leburton)        |   |             |           |
| Niederlande                                                    | – | Deutschland | 3:1 (1:1) |

#### Gruppe B
| Pl. | Land       | Sp. | S | U | N | Tore    | Diff. | Punkte |
| --- | ---------- | --- | - | - | - | ------- | ----- | ------ |
| 1.  | Frankreich | 3   | 3 | 0 | 0 | 006:100 | +5    | 09     |
| 2.  | Spanien    | 3   | 2 | 0 | 1 | 010:200 | +8    | 06     |
| 3.  | Island     | 3   | 1 | 0 | 2 | 003:600 | −3    | 03     |
| 4.  | Tschechien | 3   | 0 | 0 | 3 | 000:100 | −10   | 0      |

|                                                              |   |            |           |
| Dienstag, 18. Juli 2023 um 17:30 Uhr in La Louvière          |   |            |           |
| Tschechien                                                   | – | Frankreich | 0:1 (0:1) |
| Dienstag, 18. Juli 2023 um 20:30 Uhr in Tubize (Leburton)    |   |            |           |
| Island                                                       | – | Spanien    | 0:3 (0:2) |
| Freitag, 21. Juli 2023 um 17:30 Uhr in La Louvière           |   |            |           |
| Island                                                       | – | Tschechien | 2:0 (1:0) |
| Freitag, 21. Juli 2023 um 20:30 Uhr in Löwen                 |   |            |           |
| Frankreich                                                   | – | Spanien    | 2:0 (0:0) |
| Montag, 24. Juli 2023 um 20:30 Uhr in Tubize (RBFA Akademie) |   |            |           |
| Frankreich                                                   | – | Island     | 3:1 (2:1) |
| Montag, 24. Juli 2023 um 20:30 Uhr in Löwen                  |   |            |           |
| Spanien                                                      | – | Tschechien | 7:0 (4:0) |

### Finalrunde

#### Halbfinale
|                                                                  |   |             |                      |
| Donnerstag, 27. Juli 2023 um 17:30 Uhr in Tubize (Leburton)      |   |             |                      |
| Niederlande                                                      | – | Spanien     | 0:1 (0:1)            |
| Donnerstag, 27. Juli 2023 um 20:30 Uhr in Tubize (RBFA Akademie) |   |             |                      |
| Frankreich                                                       | – | Deutschland | 2:3 n. V. (2:2, 2:0) |

#### Finale
| Spanien                                                                        | Spanien | Deutschland | Deutschland |
| ------------------------------------------------------------------------------ | --- | --- | ----------- |
| Spanien                                                                        | \| Sonntag, 30. Juli 2023 um 17:30 Uhr in Löwen (King Power at Den Dreef Stadion) \| \| Ergebnis: 0:0 n. V., 3:2 i. E. \| \| Zuschauer: 3.011 \| \| Schiedsrichterin: Frida Klarlund ( Dänemark) 1 \| \| Spielbericht \| | \| Sonntag, 30. Juli 2023 um 17:30 Uhr in Löwen (King Power at Den Dreef Stadion) \| \| Ergebnis: 0:0 n. V., 3:2 i. E. \| \| Zuschauer: 3.011 \| \| Schiedsrichterin: Frida Klarlund ( Dänemark) 1 \| \| Spielbericht \| | Deutschland |
| Spanien                                                                        | Meritxell Font • Sara Ortega (102. Estela Carbonell), Martina Fernandez, Silvia Lloris , Andrea Medina • Júlia Bartel, Maite Zubieta (81. Marina Rivas), Fiamma Benítez (73. Sandra Villafañe) • Laia Martret (62. Olaya Enrique), Carla Camacho (73. Lucia Moral, 91. Érika González), Lucía Corrales Cheftrainerin: Sonia Bermúdez | Rebecca Adamczyk • Laura Gloning, Vanessa Diehm , Jella Veit, Dilara Açıkgöz • İlayda Açıkgöz (91. Alina Axtmann), Paulina Platner (73. Paulina Bartz), Alara Şehitler (73. Mathilde Janzen, 106. Pauline Deutsch) • Sophie Nachtigall (106. Laura Pucks), Mara Alber (120. Miriam Hils), Franziska Kett Cheftrainerin: Kathrin Peter | Deutschland |
| Spanien                                                                        | Elfmeterschießen | | Deutschland |
| Spanien                                                                        | 1:0 Enrique 2:1 Lloris 3:1 González Corrales Villafañe | 1:1 Veit Diehm 3:2 Hils Bartz Deutsch | Deutschland |
| Spanien                                                                        | Fiamma Benítez (63.), Olaya Enrique (90.+6’) | Laura Gloning (95.) | Deutschland |
| Sonntag, 30. Juli 2023 um 17:30 Uhr in Löwen (King Power at Den Dreef Stadion) | | |             |
| Ergebnis: 0:0 n. V., 3:2 i. E.                                                 | | |             |
| Zuschauer: 3.011                                                               | | |             |
| Schiedsrichterin: Frida Klarlund ( Dänemark) 1                                 | | |             |
| Spielbericht                                                                   | | |             |

## Beste Torschützinnen
Nachfolgend aufgelistet sind die besten Torschützinnen der Endrunde.
| Rang | Spielerin         | Tore |
| ---- | ----------------- | ---- |
| 1    | Louna Ribadeira   | 4    |
| 2    | Carla Camacho     | 3    |
| 2    | Franziska Kett    | 3    |
| 4    | Mara Alber        | 2    |
| 4    | Sophie Nachtigall | 2    |
| 4    | Alara Şehitler    | 2    |
| 4    | Valentina Mädl    | 2    |
| 4    | Érika             | 2    |
| 4    | Fiamma            | 2    |
| 4    | Wifi              | 2    |

## Schiedsrichterinnen
Hauptschiedsrichterinnen:
- Frida Klarlund
- Abigail Byrne
- Sabina Bolić
- Ewa Augustyn
- Michèle Schmölzer
- Jelena Cvetković

Schiedsrichterassistentinnen:
- Pavleta Rashkova
- Emily Carney
- Alisa Levälampi
- Ceri Williams
- Danijela Mitrović
- Tiziana Trasciatti
- Vanessa Gomes
- Linda Schmid

Vierte Offizielle:
- Viki De Cremer
- Réka Molnár